# Martinska deklaracija
Martinska deklaracija (slovaško Martinská deklarácia) po navadi označuje Deklaracijo slovaškega naroda (slovaško Deklarácia slovenského národa), ki je bila 30. oktobra 1918 razglašena v mestu Turčiansky Svätý Martin (danes Martin, Slovaška). Deklaracija je bila dejansko razglasitev neodvisnosti od Ogrske (znotraj Avstro-Ogrske), predvidela pa je združitev Slovaške s Češkimi deželami v Češkoslovaško.
Ambicije slovaških separatistov so bile v veliki meri ustavljene med 1. svetovno vojno, ko je vodilna slovaška nacionalistična stranka, Slovaška nacionalna stranka (SNP), razglasila svojo lojalnost do Avstro-Ogrske. V zadnjih mesecih vojne se je začel postopen razpad države, zaradi česar je SNP nadaljevala s prizadevanjem za ustanovitev samostojne slovaške države. Predsednik stranke, Matúš Dula, je izbral mesto Martin, ki je bilo od 19. stoletja dalje center slovaškega kulturnega in političnega življenja, za kraj skupščine stranke.
30. oktobra 1918 zjutraj, se je 108 delegatov udeležilo skupščine v prostorih banke Tatra v Martinu in izvolilo enajstčlanski Slovaški narodni svet, ki je bil sestavljen pretežno iz članov Slovaške nacionalne stranke. Popoldne je novoizvoljeni svet izdal deklaracijo in jo poslal v Prago. Deklaracija je oznanila: "Slovaški narod je del Češko-Slovaške države, združen v jeziku in zgodovini svoje kulture", razglasil pa je, da lahko samo Slovaški narodni svet, in ne Ogrska vlada ali kateri drug organ, govori in odloča v imenu slovaškega naroda.
Dva dni po razglasitvi češkoslovaške neodvisnosti s strani Češkega narodnega komiteja, je deklaracija prišla v Prago, dva tedna po razglasitvi pa še v Washington in Pariz. Slovaki so mislili, da so neodvisni, ker novice o češki deklaraciji v času slovaške deklaracije še niso prišle v Martin. Svet je poskusil prevzeti oblast nad Slovaško, vendar je vse zmotila ogrska vojaška intervencija, ki je 15. novembra zajela Martin. Češke vojaške enote so kmalu zavzele mesto, nova vlada v Pragi pa je imenovala Vavra Šrobárja kot ministra za Slovaško.
Nekateri slovaški predstavniki so se zavzemali za avtonomijo Slovaške in za državo z lastno skupščino, vendar je te namere češkoslovaška vlada zavrnila, Šrobár pa je januarja 1919 razpustil Slovaški narodni svet. Delegati v Martinu niso natančno opredelili kaj pomeni "Češko-Slovaški narod", vendar so v mislih imeli definicijo, ki je podpirala izrazito nacionalno identiteto in neodvisnost slovaškega naroda. Slovakom je bilo obljubljeno, da bodo enakovredni partnerji v državi, ki jo je Edvard Beneš, zunanji minister začasne češkoslovaške vlade, označil kot federativno državo v slogu Švice. Namesto tega so Slovaki dobili status narodne manjšine. Slovaška je bila nato urejena kot del centralizirane češkoslovaške države, ki jo je ustanovil Češkoslovaški narodni zbor v Pragi.